# اس‌ام یو-۱۲ (اتریش-مجارستان)

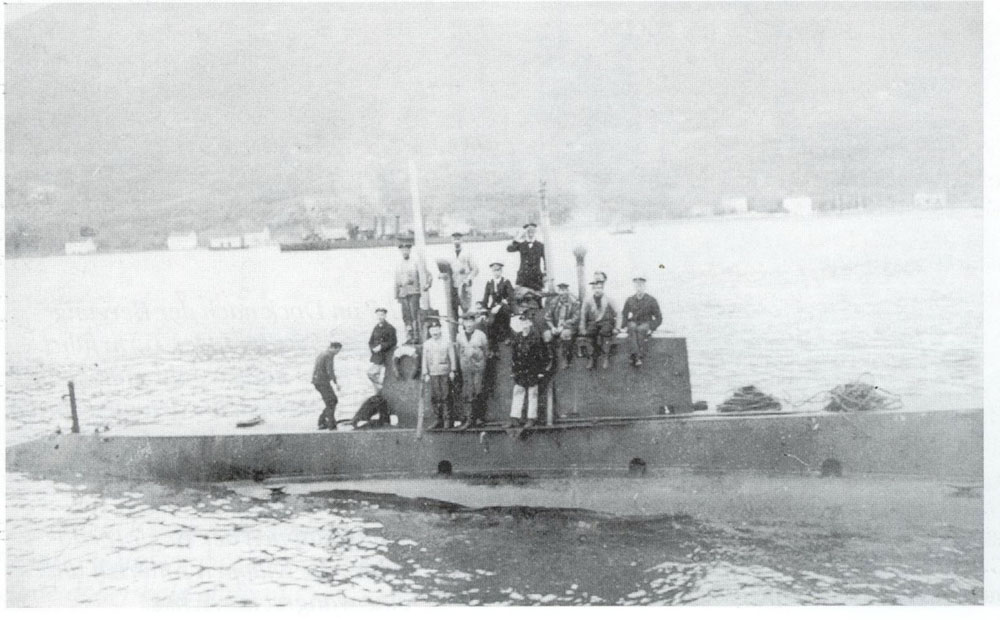
زیردریایی اتریشی ۱۹۱۱

اس‌ام یو-۱۲ (اتریش-مجارستان) (به انگلیسی: SM U-12 (Austria-Hungary)) یک زیردریایی بود که طول آن ۱۰۵ فوت ۴ اینچ (۳۲٫۱۱ متر) بود. این زیردریایی در سال ۱۹۱۱ ساخته شد.